# Sainte-croix-du-mont (AOC)
Pour la commune, voir Sainte-Croix-du-Mont.
Le sainte-croix-du-mont est un vin liquoreux français d'appellation d'origine contrôlée produit sur la commune de Sainte-Croix-du-Mont, en Gironde.
Le sainte-croix-du-mont forme avec les appellations loupiac et  cadillac une petite région produisant des vins liquoreux au sein du vignoble de l'Entre-deux-Mers, face au Sauternais.

## Historique
Les historiens attribuent la production de vins blancs doux et alcoolisés en France à l'influence des négociants hollandais au XVIIe siècle : la guerre de Trente Ans ayant ravagé le vignoble rhénan, ils favorisèrent le développement d'un vignoble d'exportation dans le Sauternais, à Bergerac et en Anjou. Si la sélection des grappes par tries est ancienne, l'emploi de baies touchées par la pourriture noble (le Botrytis cinerea) pour augmenter la concentration en sucre n'est mentionné qu'à la fin du XVIIIe siècle, peut-être imité de pratiques de la Rhénanie (l'actuel Trockenbeerenauslese) et de Hongrie (le tokay). La légende locale raconte qu'un propriétaire du Sauternais rentra en retard pour superviser ses vendanges ; trouvant le raisin trop mûr, il décida néanmoins de le récolter en dépit de l'aspect pourri des raisins : bien lui en prit puisqu'il découvrit l'apport aux arômes du vin.
Dans son ouvrage de 1816, André Jullien décrit la pourriture noble et la vendange par tries sélectives : « les vins blancs de Sauterne et autres du même genre, sur-tout ceux de première qualité, sont vendangés à plusieurs reprises. On ne cueille les raisins qu'à mesure qu'ils pourrissent, et lorsque la pellicule a acquis une couleur brune et qu'elle s'attache aux doigts ; ce qui fait que la vendange dure souvent deux mois ». L'auteur propose un classement des communes du département de la Gironde produisant des vins sucrés :
- première classe : Sauterne (aujourd'hui Sauternes), Barsac, Preignac et Beaumes (Bommes) ;
- deuxième classe : Langon et Cérons ;
- troisième classe : Sainte-Croix-du-Mont et Loupiac ;
- quatrième classe : Langoiran, Rioms (Rions) et Cadillac[8].

Charles Cocks, dans l'édition 1874 de son guide, nomme pour Sainte-Croix-du-Mont 28 producteurs et indique que la commune produit des rouges « ordinaires » (à partir d'1/3 malbec, 1/3 merlot et 1/3 larrivet, mancin et autres) ainsi que des blancs « gras, liquoreux et fins, excellents vins d'entre-mets, qui ont un bouquet tout particulier et très-agréable ; […]. Ces vins blancs sont produits par 1/3 sémillon, 1/3 sauvignon, 1/3 blancaubat, blanquette, colmusquette, blanc-verdet ». Dans l'édition 1893, 42 producteurs sont nommés.
L'appellation est reconnue officiellement par le décret du 11 septembre 1936. Ce texte est ensuite modifié par les décrets des 21 janvier 1956 et du 8 juin 1957. Le cahier des charges a été dernièrement modifié en septembre 2009, en octobre 2011, puis en juin 2014.

## Vignoble
L'aire d'appellation est limitée à la commune de Sainte-Croix-du-Mont, dans le département de la Gironde en région Nouvelle-Aquitaine. Elle détient une bonne situation géographique avec ses vignes bordant la Garonne, susceptibles de favoriser le développement du champignon Botrytis cinerea. Cette pourriture noble concentre la teneur en sucre, l'acidité et le glycérol des grappes de raisin.
La surface produisant l'appellation se réduit, de 400 ha en 2008, (elle était précédemment de 450 ha) puis à 242 ha en 2023.

### Géologie
La falaise de Sainte-Croix-du-Mont tranche toutes les formations de l'Entre-deux-Mers, avec de haut en bas :
- les argiles à graviers du Pliocène forment le sommet des buttes du Sud de l'Entre-deux-Mers ;
- le niveau à huîtres (Ostrea aquitanica, qui forme un épais banc d'huîtres sous le village de Sainte-Croix-du-Mont) et calcaires gréseux du Burdigalien (Miocène) ;
- les marnes à argiles grises (peu favorables à la vigne) ;
- les calcaires à Astéries datant du Rupélien (l'ancien Stampien, à Oligocène supérieur) ;
- la base est partiellement recouvert par des éboulis[17],[18].

À remarquer la curiosité que forme le banc d'huîtres fossiles de plusieurs mètres d'épaisseur, dans lequel ont été creusées, dans certains domaines, des caves spectaculaires.

### Encépagement
Le cahier des charges limite la production de ce vin aux cépages muscadelle B, sauvignon B, sauvignon gris G et sémillon B.
Dans la pratique, l'encépagement se compose essentiellement de sémillon (85 %), complété par un peu de sauvignon blanc (12 %) et un tout petit peu par de la muscadelle (3 %).
À noter que ces pourcentages sont ceux rencontrés couramment, mais que le cahier des charges ne précise pas de contrainte sur l'assemblage des vins.

### Rendements
Le cahier des charges de l'appellation fixe le rendement maximum à 40 hectolitres par hectare, avec un plafond à 44 hl/ha.
Les rendements moyens déclarés récemment sont :
| Année | Superficie (ha) | Production (hl) | Rendement (hl/ha) |
| ----- | --------------- | --------------- | ----------------- |
| 2019  | 313             | 9 920           | 32                |
| 2020  | 282             | 8 455           | 30                |
| 2021  | 218             | 4 645           | 21                |
| 2022  | 238             | 4 890           | 21                |
| 2023  | 242             | 5 746           | 24                |
| 2024  | 206             | 4 801           | 23                |

## Vins

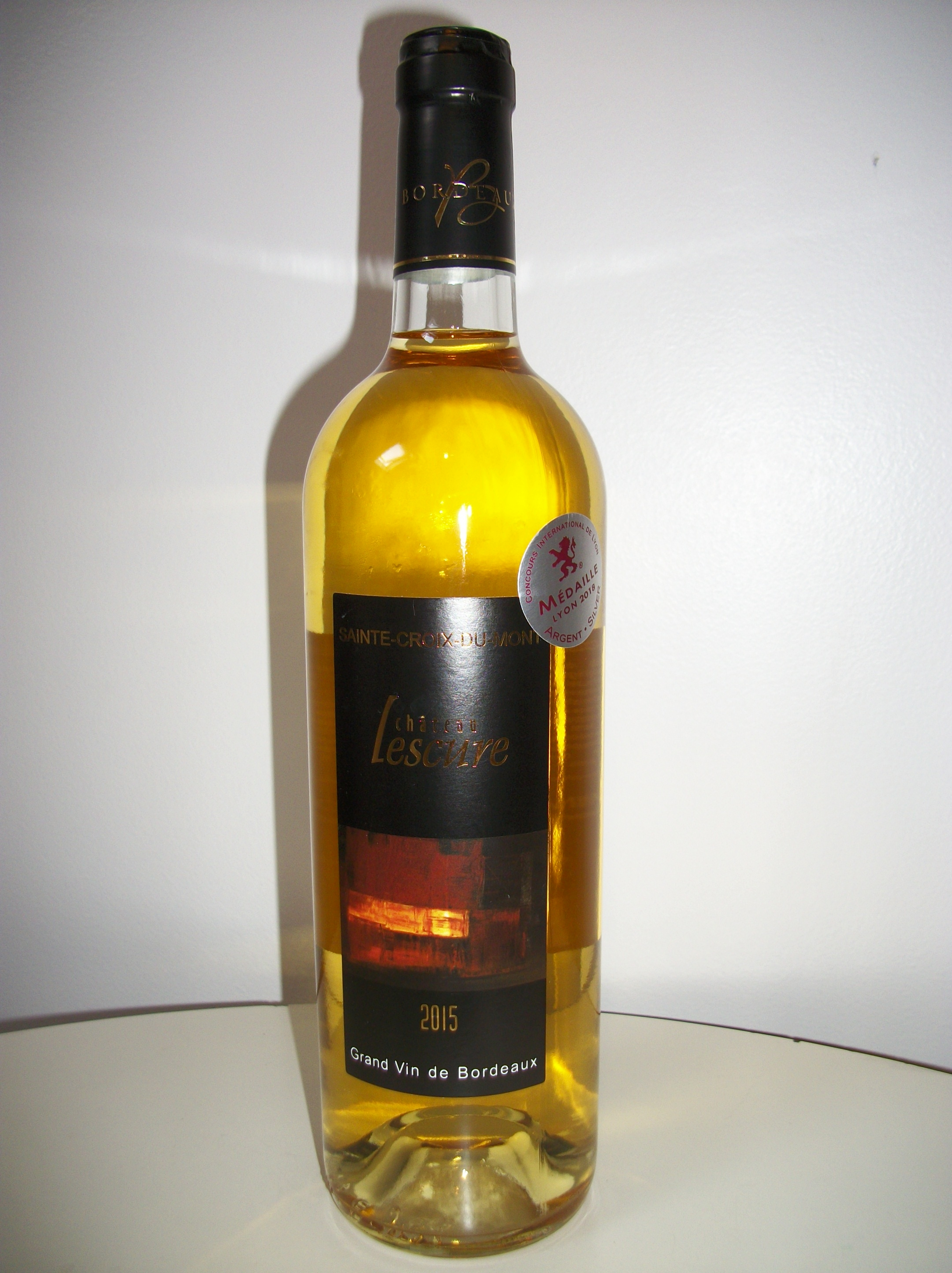
Château Lescure 2015, médaille d'argent au concours international des vins à Lyon en 2018.

Le sainte-croix-du-mont étant un vin liquoreux, le cahier des charges comporte une série de contraintes particulières :
- les raisins doivent être récoltés à surmaturité, botrytisés et /ou passerillés sur souche ;
- les raisins doivent être récoltés manuellement par tries successives ;
- les raisins doivent avoir une richesse en sucre supérieure à 238 grammes par litre de moût pour le sémillon et 229 grammes par litre de moût pour les autres cépages ;
- les vins doivent présenter un titre alcoométrique volumique naturel minimum de 14,5 %.

Les vins produits sont des vins blancs liquoreux correspondant, à quelques détails près, aux normes et aux styles du cadillac, du loupiac, du barsac et du sauternes. Ils ont aussi un potentiel de garde de plusieurs décennies.
Le Syndicat viticole de Sainte-Croix-du-Mont est chargé de la gestion de l'appellation d'origine contrôlée sainte-croix-du-mont et gère le site internet correspondant depuis 2007.

### Gastronomie
Ce vin liquoreux a une robe de couleur dorée, virant à l'ambre en vieillissant. Le nez est nettement fruité, évoquant les raisins secs, ou les fruits bien mûrs (abricot ou pêche), parfois les fleurs (acacia ou chèvrefeuille). La bouche est fruitée et nerveuse sur sa jeunesse, l'âge le rendant plus onctueux.
Le sainte-croix-du-mont accompagne un dessert (tarte, fruits, ou sorbets), mais peut aussi se déguster à l'apéritif, ou sur du foie gras, un poisson fin, ou une volaille. Il se garde de cinq à dix ans, mais certaines cuvées peuvent se conserver jusqu'à 25 ans ; à servir vers 8 à 10 °C.

## Les producteurs
Quelques producteurs :
- Château Les Arroucats ;
- Château Bel Air ;
- Château Bidonnet-Laffitte ;
- Château Bouchoc ;
- Vignobles Denis Chassagnol ;
- Château des Coulinats ;
- Château Crabitan Bellevue ;
- Vignobles Fonteyraud ;
- Château La Grave ;
- Château des Graves du Tich ;
- Domaine de Labaleye ;
- Chateau Jean Lamat ;
- Château Lescure ;
- Château des Mailles ;
- Château Médouc ;
- Château Morange ;
- Domaine des Palmiers ;
- Chateau du Pavillon ;
- Chateau La Rame ;
- Château de Viaut.